# Boeing P-12
Le Boeing P-12 est un avion militaire de l'entre-deux-guerres qui a servi comme avion de chasse dans la United States Army Air Corps de 1930 à 1941. C'était la version terrestre du Boeing F4B de la United States Navy. 